# Stazione di Conegliano
Stazione di Conegliano vasútállomás Olaszországban, Veneto régióban, Conegliano településen.

## Vasútvonalak
Az állomást az alábbi vasútvonalak érintik:
- Velence–Udine-vasútvonal
- Ponte nelle Alpi-Conegliano-vasútvonal

## Kapcsolódó állomások
A vasútállomáshoz az alábbi állomások vannak a legközelebb: 
- Stazione di Pianzano (Stazione di Udine, Velence–Udine-vasútvonal)
- Colle Umberto-Scomigo railway station (Stazione di Ponte nelle Alpi-Polpet, Ponte nelle Alpi-Conegliano-vasútvonal)
- Stazione di Susegana (Stazione di Venezia Santa Lucia, Velence–Udine-vasútvonal)